# Gärde, Sundsvall
Gärde är ett företags- och bostadsområde i Sundsvall mellan Skönsberg, Bydalen, Bosvedjan och Tunadal. Området begränsas i öster av Gärdetjärnen och i väster av Europaväg 4.
Här spelar bland annat Sundsvall Hockey i ishallen på Gärdehov, i vars lokaler även Vårmässan och mässor arrangerade av Nolia brukar hållas.